# Skräppeblomfluga
Skräppeblomfluga (Cheilosia gigantea) är en tvåvingeart som först beskrevs av Zetterstedt 1838.  Skräppeblomfluga ingår i släktet örtblomflugor, och familjen blomflugor.
Artens utbredningsområde är Sverige. Arten är reproducerande i Sverige. Inga underarter finns listade i Catalogue of Life.